# The Ghost (Before the Dawn)
| Recensione | Giudizio |
| ---------- | -------- |
| AllMusic   |          |

The Ghost è il terzo album in studio del gruppo musicale finlandese Before the Dawn, pubblicato il 27 giugno 2006.

## Tracce
1. Disappear – 4:14
2. Repentance – 3:23
3. Fade Away – 3:32
4. Scar – 4:28
5. Angels Tombston – 4:45
6. Black Dawn – 3:59
7. Enemy – 4:22
8. Stormbringer – 3:27
9. Ghost Town – 3:12
10. ...Nowhere – 5:21

## Formazione
- Tuomas Saukkonen - voce, chitarra, batteria, tastiera, basso